# Jerzy Prokopiuk
Jerzy Prokopiuk (ur. 5 czerwca 1931 w Warszawie, zm. 18 marca 2021) – polski gnostyk, antropozof, pisarz-eseista, tłumacz literatury naukowej i pięknej, redaktor naczelny czasopisma Gnosis (1991–2000), ekspert w dziedzinie ezoteryki. Wprowadził do Polski poprzez przekłady i eseje myśl szwajcarskiego psychologa i psychiatry Carla Gustava Junga.

## Życiorys
Urodził się w polskiej rodzinie katolickiej, w młodości zaczął interesować się filozofią i ezoteryką. W 1951 r. aresztowany, a następnie zwerbowany przez Urząd Bezpieczeństwa pod pseudonimem „Mara”. W 1953 r. był więziony na Mokotowie za działalność antykomunistyczną, został wyrzucony z ZMP pod zarzutem „arystokratycznego stosunku do mas”. Studiował na Uniwersytecie Warszawskim filologię Wschodu Starożytnego, której nie ukończył, bo nie pozwolono mu napisać pracy magisterskiej. Jego duchowym przewodnikiem i nauczycielem antropozofii był Robert Walter z Komorowa, który nakłonił go w latach pięćdziesiątych do lektury dzieł Rudolfa Steinera. Podróżował do Niemiec, Szwajcarii, Francji (do Langwedocji, gdzie swoje siedziby mieli katarzy) i Szwecji – dzięki podróżom tym miał dostęp do obcojęzycznej literatury, poznał także wielu zachodnich ezoteryków i antropozofów. Utrzymywał kontakty z powojennymi i współczesnymi kręgami literackimi oraz intelektualistami (także katolickimi): przyjaźnił się m.in. z Robertem Stillerem, ks. Bronisławem Bozowskim oraz wybitnymi polskimi uczonymi: antropologiem i religioznawcą, prof. Andrzejem Wiercińskim, oraz matematykiem i fizykiem, prof. Krzysztofem Maurinem, na którego seminariach gościł z wykładami. W 2000 r. udzielił też wywiadu (obecnie byłemu) jezuicie Stanisławowi Obirkowi, który opublikował go na łamach katolickiego pisma „Życie duchowe”. Utrzymywał także dobre stosunki z wieloma polskimi masonami, co zaowocowało publikacją w piśmie Ars Regia.
Do lat siedemdziesiątych zajmował się prawie wyłącznie tłumaczeniami, wtedy zaczął spisywać swoje myśli, które obecnie wydawane są pod tytułem Światłość i radość. Jego pierwsze dzieło Gnoza i gnostycyzm ukazało się w 1998 roku, wcześniej ukazywały się tylko pojedyncze eseje, przedmowy lub posłowia do tłumaczonych książek. Był członkiem Stowarzyszenia Pisarzy Polskich oraz Powszechnego Towarzystwa Antropozoficznego (z siedzibą w Dornach/Szwajcaria). Należał do RACJI Polskiej Lewicy, dawniej znanej pod nazwą Antyklerykalnej Partii Postępu RACJA.
W latach 90. zaangażowany w działalność warszawskiego Klubu „Gnosis”. W Warszawie prowadził też przez wiele lat tzw. grupę „Jednorożec”, na której spotkaniach w wąskim kręgu studiowano i dyskutowano zagadnienia z zakresu ezoteryki (głównie antropozofii).
W latach 80. i 90. znany jako popularyzator antropozofii i inspirowanych przez nią inicjatyw (w tym rolnictwa biodynamicznego, pedagogiki waldorfskiej i eurytmii).
Zmarł 18 marca 2021 z powodu COVID-19.

### Klub Gnosis
Od początku lat dziewięćdziesiątych XX wieku prowadził w Warszawie zarejestrowany początkowo jako stowarzyszenie Klub „Gnosis”, w którym występowało z wykładami wielu intelektualistów i ezoteryków, m.in. Andrzej Wierciński, Krzysztof Maurin, Tadeusz Cegielski, Andrzej Nowicki, Franciszek Gołembski, Henryk Paprocki, Bohdan Kos, Jan Witold Suliga, Jan Garewicz, Jan Tomkowski, Robert Stiller, Zbigniew Mikołejko, Maciej Góralski, Konrad Rudnicki i inni. Współtworzył ten klub razem z heglistą i astrologiem Światosławem Florianem Nowickim. Prezesami klubu byli także religioznawca Mikołaj Krawczyk (2009–2014), kompozytor Sebastian Krajewski (2015–2018), filolog, religioznawca i grafik Daniel Zarewicz (2018–2020).
Spotkania Klubu „Gnosis” odbywały się na przestrzeni lat w różnych lokalizacjach w Warszawie, m.in.: w Muzeum Etnograficznym, Mazowieckim Instytucie Kultury przy ul. Elektoralnej 12 (wtedy instytucja nosiła inną nazwę), w klubogalerii Le Madame (aż do jej zamknięcia), przy ul. Oleandrów, w księgarnio-kawiarni „Tarabuk”.
Klub „Gnosis” ma na celu popularyzację ezoteryki, gnozy i antropozofii w Polsce, wszystkie spotkania mają charakter otwarty. Podczas spotkań wygłaszane są odczyty na temat historii religii, literatury, filozofii, różnych gałęzi ezoteryki.

## Światopogląd

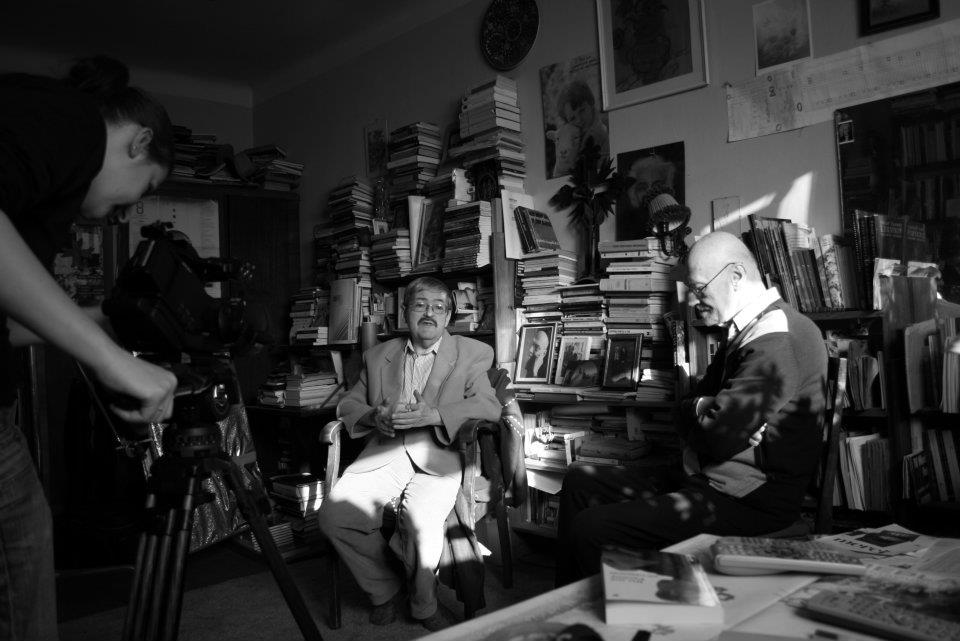
Jerzy Prokopiuk i Jan Tomkowski podczas realizacji filmu dokumentalnego: Jakob Böhme – życie i twórczość.

Za punkt centralny swojego światopoglądu uznawał (w duchu goetheańskim) człowieka, którego rozumie jako symbol, czyli (etymologicznie) „most” między światem duchowym a fizycznym. Dużo miejsca w swoich pracach poświęcił duchowości antropozoficznej, w której człowiek w swojej realizującej się wolności stanowi „oś świata” i jednocześnie klucz do poznania rzeczywistości (jest to stary motyw mistyczno-gnostyczny). Fascynował się manicheizmem i tradycją gnostycką w Europie, szacunkiem darzył buddyzm, ale uważał, że dla człowieka Zachodu odpowiedniejsze są europejskie szkoły inicjacyjne, w szczególności tradycja ezoterycznego chrześcijaństwa (indywidualistyczna gnoza i mistyka). W nauce i humanistyce postulował przechodzenie do tzw. paradygmatu wyobraźni (termin jego autorstwa), który kładzie nacisk na twórczość, potencjał duchowy i wolność człowieka w nawiązaniu do idei romantyków, w szczególności Novalisa.
Prezentowany ostatnio światopogląd nazywał holistycznym spirytualizmem (jest to forma filozofii gnostycznej). Za jego podstawę uznawał antropozofię Rudolfa Steinera, a w dalszej kolejności psychologię analityczną Carla Gustava Junga z jej centralnymi kategoriami: nieświadomości zbiorowej i archetypu. Jej fundamentem miała być nie intelektualna spekulacja, lecz przede wszystkim żywe doświadczenie duchowe wsparte na odpowiedniej praktyce (zwł. medytacyjnej) – w tym sensie jest to forma gnozy. O ówczesnym swoim stosunku do Junga tak się wyraził:
„Ostatnimi laty wycofuję się w sposób jakby naturalny z tego jungowskiego kręgu myślowego, choć nie jest to wycofywanie się wrogie czy niechętne; przeciwnie – uważam, że jest to najwspanialsza szkoła psychologiczna, jaka powstała w XX wieku, tyle, że po prostu już nie odczuwam tak intensywnej potrzeby życia tymi kategoriami pojęciowymi, jakie ta psychologia zawiera, jak to w moim wypadku było przez pół wieku.”
Prokopiuk bardzo krytycznie odnosił się do współczesnej polskiej rzeczywistości – krytyka ta dotyczyła w szczególności duchowości Polaków i bezrefleksyjnego, kolektywistycznego katolicyzmu. W polskiej kulturze wysoko oceniał epokę romantyzmu i Młodej Polski. W antropozofii Rudolfa Steinera dostrzegał analogie do twórczości polskich idealistycznych myślicieli romantycznych, na przykład Andrzeja Towiańskiego, Juliusza Słowackiego (filozofia genezyjska) czy Augusta Cieszkowskiego. Myśl Marksa odrzucał z powodu jednostronnego materializmu, orientację filozoficzną Fryderyka Nietzschego zaś z powodu jej neopogaństwa. W swoich dziełach przedstawił duchowy „program” dla polskiej kultury, w której mogłyby się twórczo łączyć polski idealizm romantyczny i antropozofia (jako ezoteryka chrześcijańska) przy inspiracjach wysoką kulturą zachodnią, zwłaszcza zachodnioeuropejską:
„Duchowy „inkubator”, a zarazem wzór dla takiego przedsięwzięcia – zarówno terapii kultury polskiej, jak i stworzenia ruchu otwarcia się na nowe duchowe intuicje, inspiracje i imaginacje, które przyniosłyby nam – z inicjatywy Ducha Narodu – twórczą alternatywę kulturową – widzę w antropozofii Rudolfa Steinera.”
Książka Rozdroża, czyli zwierzenia gnostyka ma charakter silnie autobiograficzny (pierwotnie był to wywiad-rzeka), zawiera ogólny zarys światopoglądu i imaginacyjny projekt świata alternatywnego. Tomik Światłość i radość jako zbiór refleksji i komentarzy przypomina zaś w formie Myśli Pascala. Prace i eseje Prokopiuka charakteryzuje częste korzystanie z archaizmów.

## Publikacje
- Gnoza i gnostycyzm, Warszawa 1998, Daimonion ISBN 83-901306-7-X.
- Labirynty herezji, Warszawa 1999, Muza, ISBN 83-7200-132-4.
- Ścieżki wtajemniczenia. Gnosis aeterna, Warszawa 2000, doM wYdawniczy tCHu, ISBN 83-901178-4-3.
- Nieba i piekła, Gdynia 2001, Uraeus, ISBN 83-85732-95-0.
- Szkice antropozoficzne, Białystok 2003, Studio Astropsychologii, ISBN 83-7377-045-3.
- Światłość i radość, Ossa 2003, Wyd. Dom Na Wsi, ISBN 83-916377-6-X.
- Rozdroża, czyli zwierzenia gnostyka, Katowice 2004, Wydawnictwo KOS, ISBN 83-89375-46-X.
- Jestem heretykiem, Białystok 2004, Studio Astropsychologii, ISBN 83-7377-121-2.
- Proces templariuszy, Warszawa 2005, doM wYdawniczy tCHu, ISBN 83-89782-13-8.
- Dzieje magii. Tom 1: Wprowadzenie, Kraków 2006, Wydawnictwo Akasha, ISBN 83-920116-3-5.
- Dusza Ludzka – Oś Świata, Białystok 2007, Studio Astropsychologii, ISBN 978-83-7377-258-8.
- Piękno jest tylko gnozy początkiem, Katowice 2007, Wydawnictwo KOS, ISBN 978-83-60528-32-7.
- Matrix, czyli okultystyczny bróg, Białystok 2008, Studio Astropsychologii, ISBN 978-83-7377-302-8.
- Hermes – wysłannik bogów, Warszawa 2008, Constanti, ISBN 83-923317-6-1.
- Herezja znaczy wolność. W oczekiwaniu lepszego świata, Białystok 2008, Studio Astropsychologii, ISBN 978-83-7377-316-5.
- Mój Jung, Katowice 2008, KOS, ISBN 978-83-60528-62-4.
- Luciferiana. Między Lucyferem a Chrystusem, Katowice 2009, Wydawnictwo KOS, ISBN 978-83-7649-004-5.
- Historia Różo-Krzyża, Kraków 2013, A.M.O.R.C., ISBN 978-83-902077-7-3.
- Manifest Wolności, Białystok 2014, Studio Astropsychologii, ISBN 978-83-7377-678-4.
- Ostatni końcowy. Najważniejsze przesłanie Mistrza, Białystok 2016, Studio Astropsychologii, ISBN 978-83-7377-760-6.
- Światłość i Radość, Warszawa 2016, doM wYdawniczy tCHu, ISBN 978-83-63104-06-1.
- Libellum album, Kraków 2020, Studio GROM, Fundacja STU, s. 88, 200 egzemplarzy numerowanych, ISBN 978-83-934168-2-0.
- Światłość i Radość, Warszawa 2022, s. 662, redakcja Krzysztof Janczuk, doM wYdawniczy tCHu, ISBN 978-83-63104-26-9.

### Tłumaczenia
Tłumaczył na język polski dzieła Junga, Freuda, van der Leeuwa, Eliadego, Kerényiego, Drewermanna, Webera, Mistrza Eckharta, Angelusa Silesiusa, Novalisa, Goethego, Schillera, Schleiermachera, Hegla, Hessego, Huxleya, Rudolfa Steinera i wielu innych autorów. W 1987 r. zredagował numer Literatury na świecie (nr 12) poświęcony gnozie i gnostycyzmowi, a w roku 2000 przygotował antologię tekstów inicjacyjnych Rudolfa Steinera pt. Droga do wtajemniczenia (Poznań, Dom Wyd. REBIS, ISBN 83-7120-932-0).

## Filmografia
- Wywiad przeprowadzony przez Andrzeja Tadeusza Kijowskiego z Jerzym Prokopiukiem 23 października 1993 roku w programie A Teraz Konkretnie.

- Jakob Böhme – życie i twórczość, film dokumentalny w reżyserii Łukasza Chwałko. Premiera odbyła się 4 czerwca 2016 w Zgorzelcu[16].